# Mühlbach
Mühlbach (italià Rio di Pusteria) és un municipi italià, dins de la província autònoma de Tirol del Sud. És un dels municipis del districte i vall d'Eisacktal. L'any 2007 tenia 2.737 habitants. Comprèn les fraccions de Maranzen (Maranza), Spinges (Spinga) i Vals (Valles). Limita amb els municipis de Freienfeld (Campo di Trens), Franzensfeste (Fortezza), Natz-Schabs (Naz-Sciaves), Rodeneck (Rodengo), Pfitsch (Val di Vizze), i Vintl (Vandoies).

## Situació lingüística
| Pertinença lingüística (cens 2001) | 95,31% alemany |
| Pertinença lingüística (cens 2001) | 4,03% italià   |
| Pertinença lingüística (cens 2001) | 0,66% ladí     |

## Administració
| Període | Identitat    | Partit |
| ------- | ------------ | ------ |
| 2004-   | Franz Gruber | SVP    |

## Personalitats

Territori comunal

- Katharina Lanz (1771–1854)